# 诺瓦·维迪安托
诺瓦·维迪安托（1977年10月10日—），印尼男子羽毛球运动员。

## 簡歷
维迪安托是印尼羽毛球國家隊的其中一名代表人物，特別擅長於混合雙打項目。曾伙拍利利亚纳·纳西尔贏得2008年北京奧運會羽毛球混雙銀牌，以及兩度（2005、2007）稱霸世界羽毛球錦標賽混合雙打項目，榮登世界第一寶座。此外，他們還連續三屆（2006-2008）贏得日本羽毛球公開賽亞軍及兩度贏得全英賽亞軍。
维迪安托亦曾代表印尼羽毛球國家隊參加蘇迪曼盃（五屆：2001、2003、2005、2007及2009）。

## 主要比賽成績
只列出曾進入準決賽的國際賽事成績：
| 年份   | 賽事                     | 公開賽級別 | 項目     | 拍檔                 | 成績   |
| ------ | ------------------------ | ---------- | -------- | -------------------- | ------ |
| 2003年 | 亞洲羽毛球錦標賽         | 其他       | 混合雙打 | 维塔·玛丽莎          | 冠軍   |
| 2004年 | 全英羽毛球公開賽         |            | 混合雙打 | 维塔·玛丽莎          | 準決賽 |
| 2004年 | 亞洲羽毛球錦標賽         | 其他       | 混合雙打 | 维塔·玛丽莎          | 季軍   |
| 2004年 | 中國羽毛球公開賽         |            | 混合雙打 | 利利亚纳·纳西尔      | 準決賽 |
| 2005年 | 世界羽毛球錦標賽         | 其他       | 混合雙打 | 利利亚纳·纳西尔      | 冠軍   |
| 2006年 | 全英羽毛球公開賽         |            | 混合雙打 | 利利亚纳·纳西尔      | 準決賽 |
| 2006年 | 亞洲羽毛球錦標賽         | 其他       | 混合雙打 | 利利亚纳·纳西尔      | 冠軍   |
| 2006年 | 中華台北羽球公開賽       |            | 混合雙打 | 利利亞納·納西爾      | 冠軍   |
| 2006年 | 韓國羽毛球公開賽         |            | 混合雙打 | 利利亚纳·纳西尔      | 冠軍   |
| 2006年 | 香港羽毛球公開賽         |            | 混合雙打 | 利利亚纳·纳西尔      | 亞軍   |
| 2006年 | 羽毛球世界盃             | 其他       | 混合雙打 | 利利亚纳·纳西尔      | 冠軍   |
| 2007年 | 馬來西亞羽毛球超級賽     | 超級賽     | 混合雙打 | 利利亚纳·纳西尔      | 準決賽 |
| 2007年 | 新加坡羽毛球超級賽       | 超級賽     | 混合雙打 | 利利亚纳·纳西尔      | 準決賽 |
| 2007年 | 印尼羽毛球超級賽         | 超級賽     | 混合雙打 | 利利亚纳·纳西尔      | 亞軍   |
| 2007年 | 中國羽毛球大師賽         | 超級賽     | 混合雙打 | 利利亚纳·纳西尔      | 準決賽 |
| 2007年 | 菲律賓羽毛球公開賽       | 黃金大獎賽 | 混合雙打 | 利利亞納·納西爾      | 冠軍   |
| 2007年 | 世界羽毛球錦標賽         | 其他       | 混合雙打 | 利利亚纳·纳西尔      | 冠軍   |
| 2007年 | 日本羽毛球超級賽         | 超級賽     | 混合雙打 | 利利亚纳·纳西尔      | 亞軍   |
| 2007年 | 中華台北羽毛球黃金大獎賽 | 黃金大獎賽 | 混合雙打 | 利利亚纳·纳西尔      | 準決賽 |
| 2007年 | 中國羽毛球超級賽         | 超級賽     | 混合雙打 | 利利亚纳·纳西尔      | 冠軍   |
| 2007年 | 香港羽毛球超級賽         | 超級賽     | 混合雙打 | 利利亚纳·纳西尔      | 冠軍   |
| 2008年 | 全英羽毛球超級賽         | 超級賽     | 混合雙打 | 利利亚纳·纳西尔      | 亞軍   |
| 2008年 | 瑞士羽毛球超級賽         | 超級賽     | 混合雙打 | 利利亚纳·纳西尔      | 準決賽 |
| 2008年 | 亞洲羽毛球錦標賽         | 其他       | 男子雙打 | 陳甲亮               | 亞軍   |
| 2008年 | 亞洲羽毛球錦標賽         | 其他       | 混合雙打 | 利利亚纳·纳西尔      | 亞軍   |
| 2008年 | 新加坡羽毛球超級賽       | 超級賽     | 混合雙打 | 利利亚纳·纳西尔      | 冠軍   |
| 2008年 | 印尼羽毛球超級賽         | 超級賽     | 混合雙打 | 利利亚纳·纳西尔      | 準決賽 |
| 2008年 | 奧林匹克運動會羽毛球比賽 | 其他       | 混合雙打 | 利利亚纳·纳西尔      | 銀牌   |
| 2008年 | 日本羽毛球超級賽         | 超級賽     | 混合雙打 | 利利亚纳·纳西尔      | 亞軍   |
| 2008年 | 中國羽毛球大師賽         | 超級賽     | 混合雙打 | 利利亚纳·纳西尔      | 亞軍   |
| 2008年 | 法國羽毛球超級賽         | 超級賽     | 混合雙打 | 利利亚纳·纳西尔      | 準決賽 |
| 2008年 | 世界羽聯超級系列賽總決賽 | 首要超級賽 | 混合雙打 | 利利亚纳·纳西尔      | 亞軍   |
| 2009年 | 馬來西亞羽毛球超級賽     | 超級賽     | 混合雙打 | 利利亚纳·纳西尔      | 冠軍   |
| 2009年 | 世界羽毛球錦標賽         | 其他       | 混合雙打 | 利利亚纳·纳西尔      | 亞軍   |
| 2009年 | 日本羽毛球超級賽         | 超級賽     | 混合雙打 | 利利亚纳·纳西尔      | 準決賽 |
| 2009年 | 法國羽毛球超級賽         | 超級賽     | 混合雙打 | 利利亚纳·纳西尔      | 冠軍   |
| 2009年 | 香港羽毛球超級賽         | 超級賽     | 混合雙打 | 利利亚纳·纳西尔      | 亞軍   |
| 2010年 | 全英羽毛球超級賽         | 超級賽     | 混合雙打 | 利利亚纳·纳西尔      | 亞軍   |
| 2010年 | 新加坡羽毛球超級賽       | 超級賽     | 混合雙打 | 利利亚纳·纳西尔      | 亞軍   |
| 2010年 | 印尼羽毛球超級賽         | 超級賽     | 混合雙打 | 利利亚纳·纳西尔      | 準決賽 |
| 2010年 | 中國羽毛球大師賽         | 超級賽     | 混合雙打 | 利利亚纳·纳西尔      | 準決賽 |
| 2011年 | 泰國羽毛球黃金大獎賽     | 黃金大獎賽 | 混合雙打 | 维塔·玛丽莎          | 亞軍   |
| 2011年 | 印尼羽毛球黃金大獎賽     | 黃金大獎賽 | 混合雙打 | 维塔·玛丽莎          | 準決賽 |
| 2012年 | 越南羽毛球國際挑戰賽     | 國際挑戰賽 | 混合雙打 | 德维·蒂卡·佩马塔萨里 | 準決賽 |

| 2007-2017年 | 首要超級賽 | 超級賽 | 黃金大獎賽 | 大獎賽 | 國際挑戰賽 | 國際系列賽 | 未來系列賽 | 其他 |

| 2018-2026年 | 總決賽 | 超級1000賽 | 超級750賽 | 超級500賽 | 超級300賽 | 超級100賽 | 國際挑戰賽 | 國際系列賽 | 未來系列賽 | 其他 |

### 奧運會和世錦賽參賽紀錄
|          | 搭檔            | 2004 | 2005 | 2006 | 2007 | 2008 | 2009 | 2010 |
| -------- | --------------- | ---- | ---- | ---- | ---- | ---- | ---- | ---- |
| 混合雙打 | 维塔·玛丽莎     | 8強  | －   | －   | －   | －   | －   | －   |
| 混合雙打 | 利利亚纳·纳西尔 | －   | 冠軍 | 16強 | 冠軍 | 銀牌 | 亞軍 | 8強  |